# Lakva Sim
Lakva Sim (* 10. März 1972 Ulaanbaatar, Mongolei als Lkhagva Dugarbaatar) ist ein ehemaliger mongolischer Boxer und Linksausleger. Er war im Jahre 1999 vom 27. Juni bis zum 31. Oktober WBA-Weltmeister im Superfedergewicht sowie im Jahre 2004 vom 10. April bis zum 17. Juli WBA-Weltmeister im Leichtgewicht.